# Союз молдаван в Приднестровье

Флаг непризнанной Приднестровской Молдавской Республики

Союз молдаван в Приднестровье (молд. Uniunea moldovenilor din Transnistria) — неправительственная организация, базирующаяся в Приднестровской Молдавской Республике (официальное сокращенное название: Приднестровье). Ее президентом в 2005-2006 годах был Валериан Тулгар, этнический молдаванин, родившийся в Бессарабской части Молдавской ССР.
Союз состоит из этнических молдаван. Это самая большая организация молдаван в Приднестровье. Он действует как федерация местных клубов и общественных организаций молдаван по всему Приднестровью. Союз молдаван Приднестровья был основан в 1993 году. Он провел свой четвертый национальный конгресс в Тирасполе в апреле 2006 года, на котором присутствовало 420 делегатов. Предыдущий третий съезд Союза состоялся в марте 2003 года.

Флаг Республики Молдова

Заявления Союза молдаван в Приднестровье последовательно поддерживают независимость и суверенную государственность Приднестровья. В попытке дать возможность услышать позицию своих членов, организация организовала участие в выборах 2005 года в Республике Молдова. Он обвинил молдавские власти в том, что они препятствовали голосованию и нарушали права граждан Молдовы, проживающих в Приднестровье. Он утверждает, что голос был предоставлен 14 800 избирателям, но заявил, что только некоторые из них были допущены к голосованию. Лица со старым советским паспортом, не имеющие штамп «гражданин Республики Молдова», столкнулись с трудностями при голосовании.
Противодействие молдавской организации объединению с Молдовой было повторено в открытом письме, направленном 19 октября 2006 года президенту Молдовы Владимиру Воронину, в котором Союз молдаван просил де-юре признать фактическую независимость Приднестровья.
Из 35 национальностей, представленных в Приднестровье, этнические молдаване составляют относительное большинство в 31,9 процента.